# إليس إرفينغ
إليس إرفينغ (بالإنجليزية: Ellis Irving)‏ هو ممثل أسترالي، ولد في 6 يناير 1902 بسيدني في أستراليا، وتوفي في 27 مارس 1983 في أستراليا.

## وصلات خارجية
- إليس إرفينغ على موقع IMDb (الإنجليزية)
- إليس إرفينغ على موقع أول موفي (الإنجليزية)
- إليس إرفينغ على موقع قاعدة بيانات الأفلام السويدية (السويدية)
- إليس إرفينغ على موقع قاعدة بيانات الفيلم (الإنجليزية)
- إليس إرفينغ على موقع كينوبويسك (الروسية)